# Зайн (баскетбольный клуб)
«Зайн» — иорданский баскетбольный клуб из города Амман. Выступает в Чемпионате Иордании.

## История названий
- «Фастлинк Амман» - 2002-2007
- «Зайн Амман» - 2007-

## Результаты выступлений[1]
| Сезон | Чемпионат Иордании | Кубок чемпионов ФИБА Азия | Кубок Чемпионов ЗАБА |
| ----- | ------------------ | ------------------------- | -------------------- |
| 2004  | Чемпион            | -                         | —                    |
| 2005  | Чемпион            | 2-е место                 | 3-е место            |
| 2006  | Чемпион            | Чемпион                   | Четвертьфиналист     |
| 2007  | Чемпион            | -                         | -                    |
| 2008  | Чемпион            | Четвертьфиналист          | 3-е место            |
| 2009  | Чемпион            | 2-е место                 | 2-е место            |

## Известные игроки
- Энвер Сообзоков